# Leyhörner Sieltief
El Leyhörner Sieltief és un curs d'aigua navegable a Greetsiel a la Frísia Oriental (Alemanya). Desguassa els pòlders de la península del Krummhörn i de la ciutat de Norden. Neix a la confluència dels rius Neues i Altes Greetsieler Sieltief i el canal Störtebekerkanal. Conté un port de pescadors i un port esportiu. Per la resclosa marítima «Leysiel» els bots poden passar cap al Mar de Wadden.

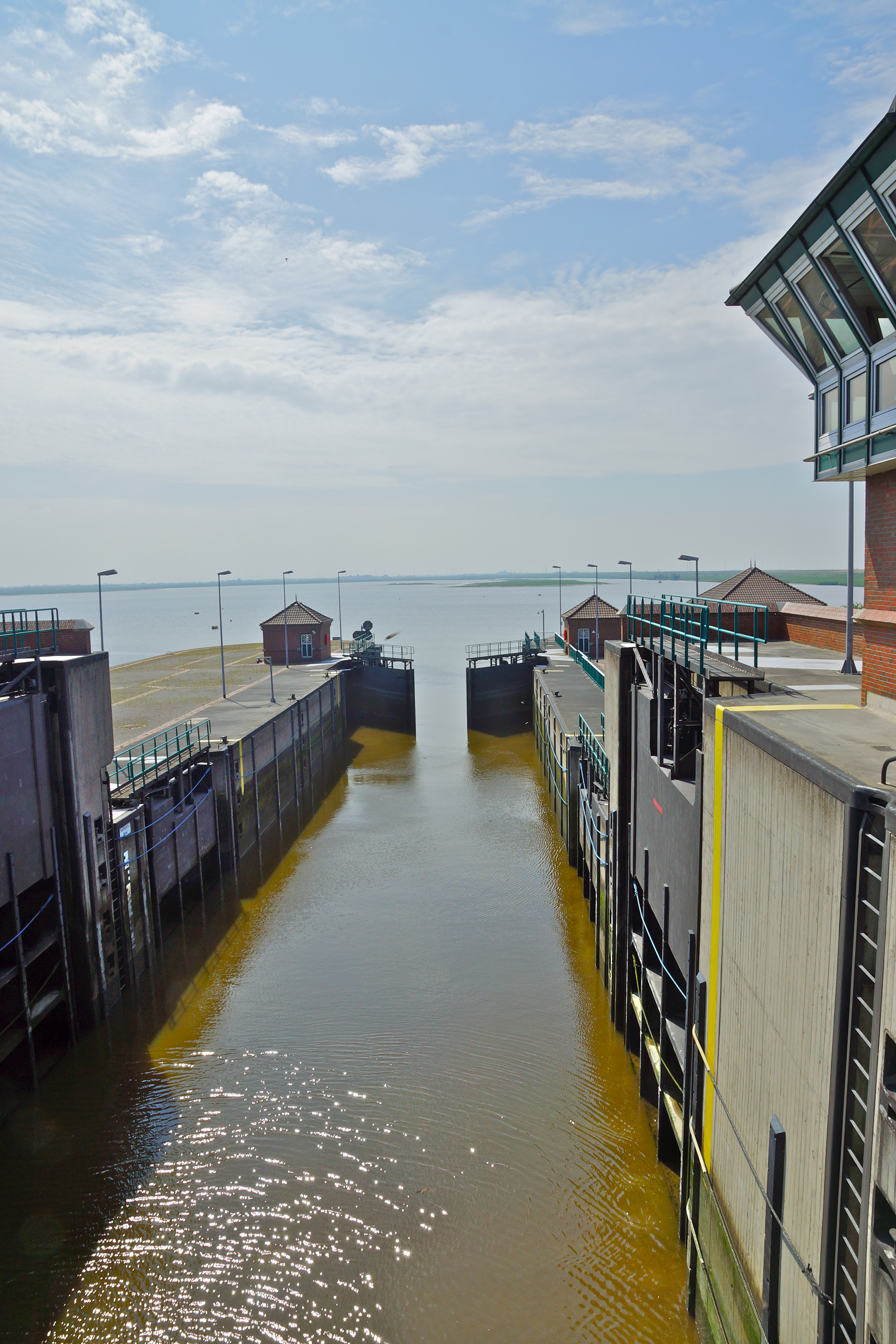
La resclosa marítima

La resclosa anomenada «Leysiel» a l'extrem septentrional a la península artifical de «Leyhörn», inaugurada el setembre de 1991, té una triple funció. Dia a dia és una resclosa marítima que garanteix l'accés al port de Greetsiel per als cúters de pesca i les embarcacions esportives, independentment de la marea. Té una llargada de 120 m, i una amplada de 14 metres, hi caben fins a vuit cúters. Per temps de borrasca i maregassa –i enllà a l'escala Douglas– funciona com resclosa antimarejada. Sobretot d'hivern per marea viva quan bufa el vent del nord o del nord-oest, antany el rerepaís va patir inundacions i fins i tot transgressions durant les quals van desaparèixer pobles sencers. Finalment serveix com a resclosa de desguàs. Terra endins de la resclosa es va crear una conca de retenció de 200 hectàrees que permet emmagatzemar l'aigua dels pòlders quan s'ha de tancar les comportes antimarejada, de vegades alguns dies consecutius. La zona septentrional i els prats salats fora del dic formen una reserva natural.

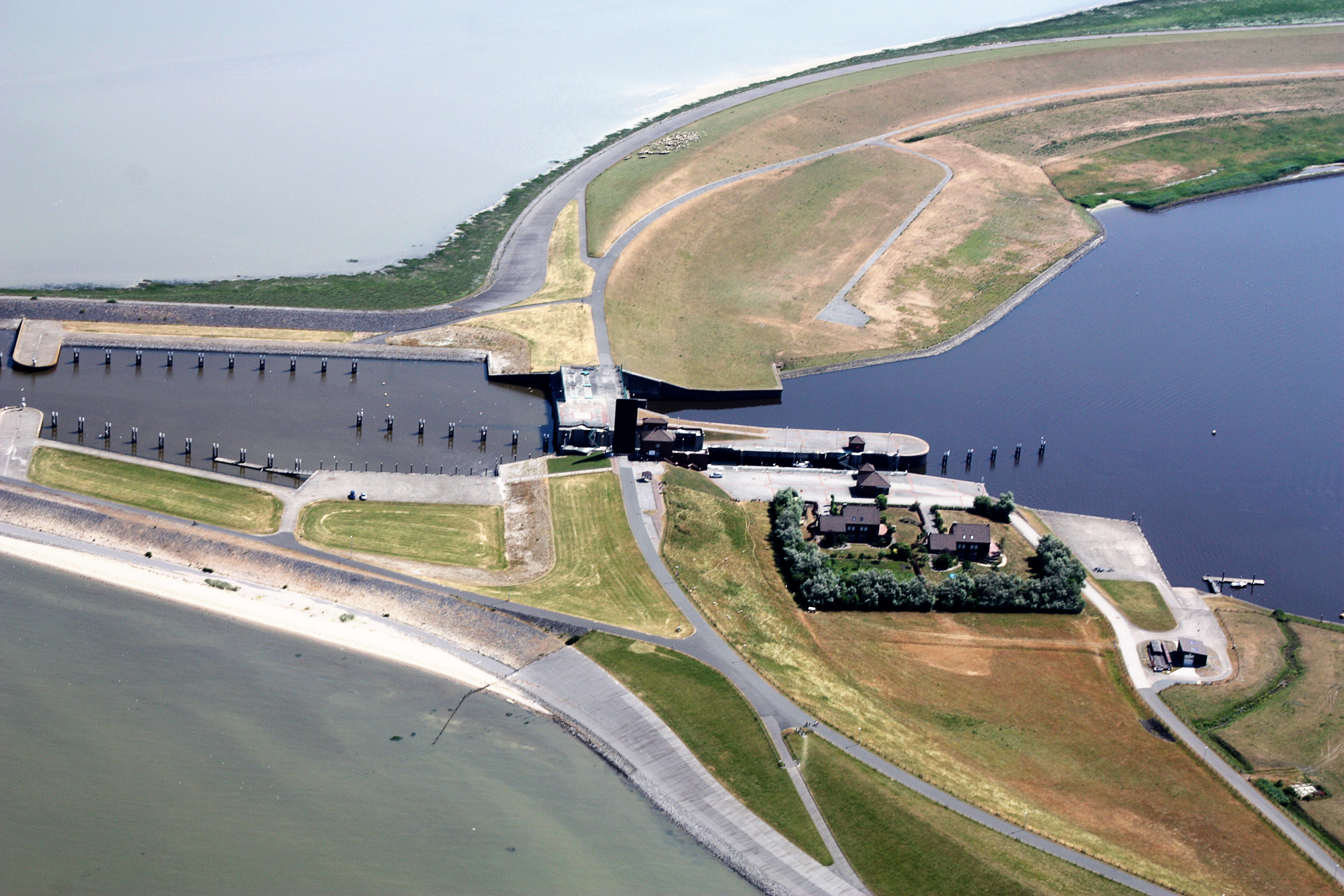
La resclosa «Leysiel»

El 1957 es va estrenar una estació de bombament, el Schöpfwerk Greetsiel independent de la marea, per desguàssar la península de Krummhörn. Els pòlders de Norden abocaven fins al 1991 directament al mar, després de la construcció de la península i de la resclosa de Leysiel, l'aigua passa pel Leyhörner Sieltief i, si cal, per la conca de retenció.

## Afluents principals
- Neues Greetsieler Sieltief
- Altes Greetsieler Sieltief
- Störtebekerkanal
- Leybuchtsammelgraben